# Traralgon Challenger
Il Traralgon Challenger, nome ufficiale dal 2022 Traralgon International, è un torneo professionistico di tennis giocato su campi in cemento. Fa parte dell'ATP Challenger Tour e dell'ITF Women's World Tennis Tour. Si gioca annualmente al Traralgon Tennis Centre di Traralgon, in Australia.

## Storia
La prima edizione si tenne nel 2006 ed era riservata a uomini e donne. Il torneo maschile faceva parte dell'ITF Men's Circuit con montepremi da 15.000 dollari e quello femminile dell'ITF Women's Circuit con montepremi da 25.000 dollari. Questa formula fu mantenuta fino al 2012, anno in cui si tenne l'ultimo torneo femminile da 25.000 dollari.
Nel 2013 il torneo fu riservato solo agli uomini e divenne parte dell'ATP Challenger Tour, prendendo il nome Traralgon Challenger. Negli anni successivi si continuò a giocare solo il Challenger maschile fino al 2019. Non furono giocate le edizioni del 2020 e del 2021, alla ripresa nel 2022 si tenne ancora il Challenger maschile e fu reintrodotto il torneo femminile, di nuovo parte del circuito ITF ma con un montepremi di 60.000 dollari più ospitalità (categoria W60+H), e l'evento fu ribattezzato Traralgon International.

## Albo d'oro

### Singolare maschile
| Anno       | Campione            | Finalista          | Punteggio           |               |
| ---------- | ------------------- | ------------------ | ------------------- | ------------- |
| 2023       | Non disputato       | Non disputato      | Non disputato       |               |
| 2022       | Tomáš Macháč        | Bjorn Fratangelo   | 7–6(2), 6–3         |               |
| 2021- 2020 | Non disputato       | Non disputato      | Non disputato       | Non disputato |
| 2019       | Marc Polmans        | Andrew Harris      | 7–5, 6–3            |               |
| 2018       | Jordan Thompson (2) | Yoshihito Nishioka | 6–3, 6–4            |               |
| 2017       | Jason Kubler        | Alex Bolt          | 2–6, 7–6(6), 7–6(3) |               |
| 2016       | Jordan Thompson (1) | Grega Žemlja       | 6–1, 6–2            |               |
| 2015       | Matthew Ebden       | Jordan Thompson    | 7–5, 6–3            |               |
| 2014 (2)   | John Millman        | James Ward         | 6–4, 6–1            |               |
| 2014 (1)   | Bradley Klahn       | Jarmere Jenkins    | 7–5, 6–1            |               |
| 2013       | Yuki Bhambri        | Bradley Klahn      | 6(13)–7, 6–3, 6–4   |               |

### Doppio maschile
| Anno       | Campioni                            | Finalisti                           | Punteggio           |               |
| ---------- | ----------------------------------- | ----------------------------------- | ------------------- | ------------- |
| 2023       | Non disputato                       | Non disputato                       | Non disputato       |               |
| 2022       | Manuel Guinard Zdeněk Kolář         | Marc-Andrea Hüsler Dominic Stricker | 6–3, 6–4            |               |
| 2021- 2020 | Non disputato                       | Non disputato                       | Non disputato       | Non disputato |
| 2019       | Max Purcell Luke Saville            | Brydan Klein Scott Puodziunas       | 6(2)–7, 6–3, [10–4] |               |
| 2018       | Jeremy Beale Marc Polmans           | Max Purcell Luke Saville            | 6–2, 6–4            |               |
| 2017       | Alex Bolt Bradley Mousley           | Evan King Nathan Pasha              | 6–4, 6–2            |               |
| 2016       | Matt Reid John-Patrick Smith        | Matthew Barton Matthew Ebden        | 6–4, 6–4            |               |
| 2015       | Marinko Matosevic Dayne Kelly       | Omar Jasika Bradley Mousley         | 7–5, 6–2            |               |
| 2014 (2)   | Brydan Klein (2) Dane Propoggia (2) | Marcus Daniell Artem Sitak          | 7–6(6), 3–6, [10–6] |               |
| 2014 (1)   | Brydan Klein (1) Dane Propoggia (1) | Jarmere Jenkins Mitchell Krueger    | 6–1, 1–6, [10–3]    |               |
| 2013       | Ryan Agar Adam Feeney               | Dane Propoggia Jose Rubin Statham   | 6–3, 6–4            |               |

### Singolare femminile
| Anno | Campionessa | Finalista       | Punteggio |
| ---- | ----------- | --------------- | --------- |
| 2022 | Yuan Yue    | Paula Ormaechea | 6–3, 6–2  |

### Doppio maschile
| Anno | Campionesse             | Finaliste                          | Punteggio           |
| ---- | ----------------------- | ---------------------------------- | ------------------- |
| 2022 | Emina Bektas Tara Moore | Catherine Harrison Aldila Sutjiadi | 0–6, 7–6(1), [10–8] |